# تصميم حسي

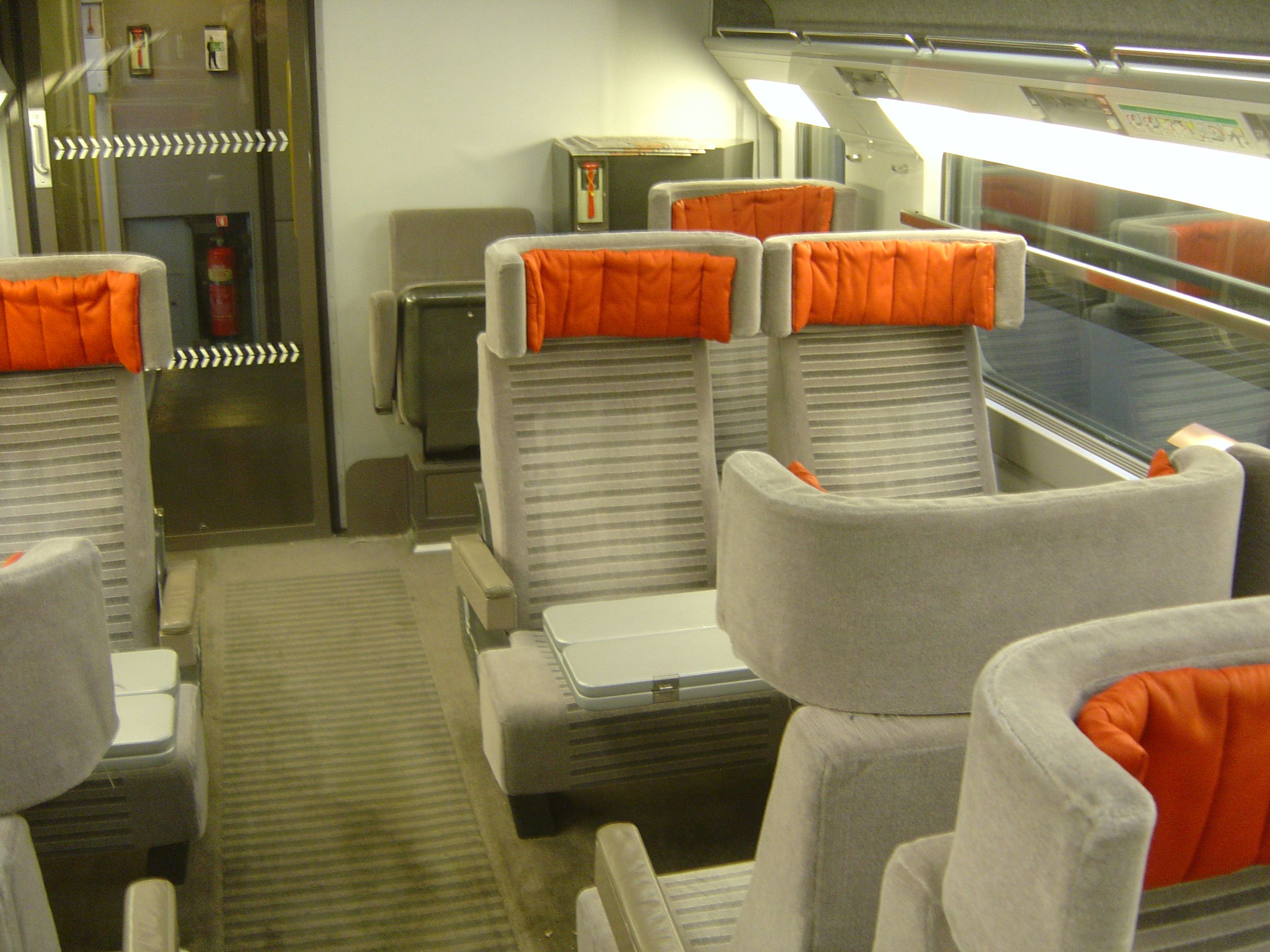

يهدف التصميم الحسي إلى وضع تشخيص عام لـالمدركات الحسية عن أي منتج، وتحديد الطرق المناسبة لتصميمه أو إعادة تصميمه على هذا الأساس. ويتضمن مراقبة المواقف المتنوعة والمختلفة التي يُستخدم فيها منتج أو غرض محدد لقياس إجمالي رأي الناس عن المنتج ومميزاته وعيوبه من حيث الملمس والشكل والصوت وهكذا.
ويهدف التقييم الحسي إلى تحديد مقدار ووصف جميع المدركات بطريقة منظمة عند مواجهة المنتج أو الغرض باستخدام تقنيات تم تطويرها في الأساس لـصناعة المواد الغذائية. وعلى عكس التحليل المعملي، يتم تنفيذ الإدراك الحسي بالمنتج عن طريق مجموعة من المختبرين المدربين يقومون بمقارنة المنتجات المشابهة.
تسمح النتيجة للباحثين بإنشاء قائمة بالمواصفات وتحديد المتطلبات الدقيقة والكمية. يتم تطبيق ذلك على المواد والأغراض باستخدام معايير متعددة:
- الملمس واللمسات الأخيرة واللون والملحقات والتصميم
- الصوت و الحركة الناشئان عند التعامل مع المنتج
- الرائحة
- درجة الحرارة و توزيع درجة الحرارة
- الإشراق.

في مجال النقل ، يُترجم هذان الفرعان من التحليل الحسي في بعض الأحيان إلى تعزيزات طفيفة على تصميم السيارة من الداخل، نظام المعلومات، أو بيئة الوقوف لتيسير بعض الأطراف الوعرة لتجربة السفر.

## قائمة المصادر
- Nick Kingsley. Railway Gazette International, Sensolab drives interior experimentation. 2007.
- (بالفرنسية) Louise Bonnamy, Jean-François Bassereau, Régine Charvet-Pello. Design sensoriel. Techniques de l'ingénieur, 2009
- (بالفرنسية) Jean-François Bassereau, Régine Charvet-Pello. Dictionnaire des mots du sensoriel. Paris, Tec & Doc - Editions Lavoisier, 2011, 544 p.&nbsp;ISBN 2-7430-1277-3